# Ione (Kalifornia)
Ione – miasto w Stanach Zjednoczonych, w stanie Kalifornia, w hrabstwie Amador. Według spisu ludności przeprowadzonego przez United States Census Bureau, w roku 2010 miasto Ione miało 7918 mieszkańców.